# Социология Интернета
Социология Интернета — направление в развитии социологии, объектом исследования которого является анализ существующей в обществе информационной среды, а предметом изучения — аудитория Интернета и формы социо-культурного взаимодействия между людьми при обмене информацией.
Социология Интернета подразумевает применение социологической теории и методологии к Интернету, как одному из главных источников информации и коммуникации в современном мире. Социологи изучают социальное значение и влияние технологии; социальные сети, виртуальные сообщества и новые способы взаимодействия между людьми, возникшие благодаря созданию и развитию Интернета.
Являясь новейшим из главных технологических открытий в области информации, Интернет представляет большой интерес для социологов: в качестве инструмента для проведения исследований (с применением онлайн-опросов вместо использования бумажных анкет), в качестве площадки для дискуссий и обмена знаниями, и как самостоятельная тема, требующая тщательного изучения и анализа.
Социология Интернета занимается изучением онлайн-сообществ, виртуальных сообществ и виртуального мира, организационных изменений новейших медиа, главным из которых является сам Интернет, а также социальных изменений, сопутствующих переходу от индустриального общества к постиндустриальному (или информационному) обществу.

## История явления
Сеть Интернет существует с 1969 г. (если взять за точку отсчёта создание ARPANet, а затем и NSFNet) и до середины 1990 гг. ею пользовалось в основном научно-образовательное сообщество и правительственные структуры, по большей части в США. Резкий рост Интернета произошел после создания World Wide Web (WWW) на основе гипертекста (1990 г.) и появления первых графических браузеров — Mosaic (1993 г.) и Netscape Navigator (1994 г.). Соединение этих двух технологий (гипертекст с возможностью представления графики) сделало Интернет привлекательным для бизнеса и рекламы, что привело к его лавинообразному росту.
С середины 1990-х годов происходит резкий скачок популярности Интернета среди обычных пользователей — начиная с этого момента их число неуклонно растёт, что приводит к созданию все большего числа самых разнообразных сервисов для повседневного пользования, представляющих сегодня большой интерес для социологии Интернета. Internet Explorer был впервые выпущен в 1995 году. Google был основан в 1998 году. В 2001 году была создана Wikipedia. Facebook, MySpace и YouTube были созданы в середине 2000-х годов. Сегодня Web 2.0 продолжает активно развиваться, а объёмы информации, доступные в Сети, как и количество пользователей, подключенных к сети Интернет по всему миру, продолжают увеличиваться с постоянно ускоряющимся темпом. Термин цифровая социология сегодня все чаще используется для определения новых направлений социологических исследований цифровых технологий, развивающихся вместе с сетью Интернет.

## Основные проблемы социологии Интернета
Социология Интернета занимается анализом широкого круга актуальных проблем современности.

### Личностный уровень
Данная проблема получила широкое распространение с развитием Интернета, ведь сегодня Интернет-СМИ, занимающееся выпуском серьёзных аналитических или художественных материалов может обладать значительно меньшей аудиторией, нежели блогер, занимающийся съёмкой летс-плеев, бьюти-блогингом, или обсуждением Интернет-сплетен, которые пользуются у аудитории значительно большим спросом.
В связи с этим возникает вопрос, на кого же в первую очередь рассчитан Интернет — на граждан или потребителей? Повышает ли Интернет доступность жизненно необходимой для общества информации и возможностей активного участия в общественной жизни или является всего лишь новым каналом для рекламы, маркетинга и политически ангажированных СМИ?

### Групповой уровень
Ещё одна проблема, возникающая на групповом уровне — влияние интернета на семью, связь между поколениями. Существуют разные точки зрения — некоторые считают, что совместное пользование Интернетом сближает семью: идет бурный обмен опытом овладения новыми технологиями; возрождается практика семейной переписки. Однако многие наблюдения говорят о том, что Интернет сейчас скорее разделяет поколения. Сторонники данной точки заявляют о том, что чрезмерное использование Интернета приводит к отчуждению молодых поколений, накаляет отношения в семье.

### Социетальный уровень
Социетальный уровень проблем более всего проявляется в противоречии процесса глобализации, в котором участвует и Интернет, и необходимостью национальной сплочённости, общенациональной идентификации. Интернет трансграничен — включает людей в сообщества, не имеющие пространственных границ. В то же время в последнее время процесс глобализации зачастую сопряжён с большим количеством трудностей: по всему миру можно наблюдать рост конфликтов на межнациональной и межконфессиальной почве, в ряде стран все большей популярностью начинают пользоваться ультраправые политические партии с идеологией националистического характера, процесс интеграции замедляется, а границы между странами становятся более «жесткими».

## Критика
Существует множество споров относительно того, ведет ли использование Интернета к усилению или ослаблению социальных связей, влиянию Интернета на социальный капитал, а также роли Интернета в современных тенденциях, связанных с социальной изоляцией. Кроме того, нет однозначной точки зрения относительно того, ведет ли использование Интернета к обогащению или обеднению социальной среды.
Не следует забывать и о том, что социология в целом нередко подвергается критике за свой излишний сциентизм.